# 撒迦利亞書
《撒迦利亞書》（希伯來語：‎）天主教譯為《匝加利亞》；東正教譯為《匝哈里亞書》；唐朝景教譯為《刪河律經》，是《希伯来圣经》的第38本书卷，基督教《旧约圣经·小先知书》的第十一卷。主題，耶和華藉著基督的救贖，對祂受管教的選民熱切的安慰和應許；基督親受屈辱，在他們被擄中作他們受苦的同伴。根據基督教的教義解釋，这一卷是包含了很多关于耶稣的预言，並在后来的记录中全部得到应验的先知书。撒迦利亚是本书的作者。

## 主題特色
撒迦利亞的信息特別注重靈性生活和彌賽亞及其國度。他的主要工作是激勵百姓，特別是猶太人領袖所羅巴伯和約書亞，重建聖殿。他勉勵省長所羅巴伯，因為那領袖知道自己的軟弱（4:6-10）。他直接傳達所見異象，與神和神的使者對話，來宣告神的旨意。他回答百姓的詢問，強調誠心遵守誡命勝過徒具形式的禁食；要百姓明白神只祝福那些愛護貧苦孤寡、按公平審理判斷的人。
本書後段（9-14章）可能是撒迦利亞晚年所作，與前段書寫中間隔一大段日子；語調和主題與前半段不同。當時波斯帝國已經受到新興的希臘人的威脅，距耶穌基督降生只有五百年。作者已經看到臨到以色列的戰爭與災難，和人類最後的得贖。
基督教信徒宣稱書中記錄著許多預言，例如將有一位謙和的王騎著驢駒受到耶路撒冷城居民的歡呼，以及用三十塊錢作為大牧人的工價等，大衛家的復起（12章）、謙和之君的來臨（9:9-10），以及被人厭棄（11:4-17）、身體被扎（12:10），和與列國戰爭（10:3-11:3）等。本書有多處為新約作者所引用，因為基督教信徒相信其預言都準確的應驗在耶穌基督身上。新約引用此經卷的地方：太21:4-5、太26:31、太27:9、可14:27、約12:15、約19:37、啟1:7及啟22:3。可見本書在初期教會信徒心中的地位。

## 主要內容

### 安慰和應許的異象

#### 第一個異象：四騎士
（覆盖撒迦利亚书1:1-17）耶和華説：“你們要轉向我，我就轉向你們，”然後問道，“只是我的言語和律例，就是所吩咐我僕人衆先知的，豈不臨到你們列祖嗎？”（1:3-6）百姓承認他們的確罪有應得。然後撒迦利亞記述他所見的第一個異象。在夜間有四個騎士站在離耶路撒冷不遠的樹叢中，他們剛遍察全地回來，見全地都安息平靜。但那與他們説話的耶和華的天使卻對耶路撒冷的情況感覺不安。耶和華親自宣告他對加害錫安的列國極為惱怒，他説他必“懷着憐憫的心回耶路撒冷”。上帝的殿必重建於其中，他的城“必再漲溢着昌盛興隆的景象”。

#### 第二個異象：角與匠人
（覆盖撒迦利亚书1:18-21）撒迦利亞看見驅散猶大、以色列及耶路撒冷的四角。耶和華接着把四個匠人指給他看，並解釋他們必來把反對猶大的列國的角打掉。

#### 第三個異象：耶路撒冷的興盛
（覆盖撒迦利亚书2:1-13）預言者在異象中看見一個男子量度耶路撒冷。這城必蒙福，大大擴展；耶和華要作它四圍的火牆，作城中的榮耀。他呼喊説：“錫安民哪，應當逃脱，”然後警告説，“摸你們的就是摸我眼中的瞳人。”（撒迦利亚书2:7-8）耶和華住在錫安中間，錫安必歡喜快樂，那時必有多國前來歸附耶和華。凡有血氣的都受到吩咐要在耶和華面前靜默無聲，“因為祂興起，從聖所出來了。”（撒迦利亚书2:13）

#### 第四個異象：約書亞獲救
（覆盖撒迦利亚书3:1-10）預言者看見大祭司約書亞正經歷試煉，撒但與他作對，耶和華的天使則責備撒但。約書亞豈不是“從火中抽出來的一根柴”嗎？（撒迦利亚书3:2）約書亞脱去污穢的衣服，換上“華美的衣服”，上帝使他潔淨了。天使告誡他要遵行耶和華的道，上帝必使他「僕人的苗裔發出」；他又在約書亞面前立了一塊石頭，石頭上有七眼。（撒迦利亚书3:4-8）

#### 第五個異象：燈台和橄欖樹
（覆盖撒迦利亚书4:1-14）天使喚醒撒迦利亞，給他看一個放置了七盞燈的金燈台，旁邊有兩棵橄欖樹。他聽見耶和華對所羅巴伯説：「不是倚靠權勢，不是倚靠能力，乃是倚靠上帝的靈。」“大山”要在所羅巴伯面前成為平地；當安放殿頂的角石時，百姓要高呼：“多壯麗！多壯觀啊！”所羅巴伯既奠下了聖殿的根基，所羅巴伯一定會把殿完成。七盞燈代表耶和華的慧眼，“看來看去遍察全地”。兩棵橄欖樹就是耶和華的兩個受膏者。

#### 第六個異象：飛卷
（覆盖撒迦利亚书5:1-4）撒迦利亞看見一個飛行的書卷，長約9米，闊4.5米。天使解釋這是個咒詛，是上帝向一切偷竊及指着耶和華的名起假誓的人發出的。

#### 第七個異象：以砝量器
（覆盖撒迦利亚书5:5-11）以砝量器（約相等於22公升）的蓋子打開了，坐在量器中的是個婦人，名叫“罪惡”。天使把她推回以砝量器裏，然後有兩個長了翅膀的婦人將量器抬起來，懸在天空中，把它帶往示拿地（巴比倫），就把它安置在自己的地方。（撒迦利亚书5:8-11）

#### 第八個異象：四輛馬車
（覆盖撒迦利亚书6:1-8）看哪！有四輛馬車從兩座銅山中間出來，馬匹的顏色各不相同。他們是天上的四個靈。他們聽從天使的命令，在地上走來走去。

### 苗裔不誠懇的禁食
（覆盖撒迦利亚书6:9-7:14）現在耶和華吩咐撒迦利亞用一頂華美的冠為大祭司約書亞加冕。然後他預言説，必有一個“苗裔”長起來，要建造耶和華的殿，又必在寶座上作祭司。（撒迦利亚书6:12）
撒迦利亞開始説預言之後兩年，有一群人從伯特利前來，詢問殿中的祭司是否仍須繼續遵守哭泣禁食之例。耶和華通過撒迦利亞問百姓和衆祭司，要他們檢討自己的禁食是否真的誠心誠意。耶和華所要的是「服從、真正的公平、慈愛和憐憫。」由於他們抗拒不聽上帝的預言性的話語，甚至扭轉肩頭，心地硬如金剛石，上帝必以旋風吹散他們到列國去。

### 復興“十個人”
（覆盖撒迦利亚书8:1-23）耶和華宣布祂必回到錫安，住在耶路撒冷中，這城必稱為“誠實的城”。老年人必坐在大街上，孩童也必在其上玩耍。對真實、公義的上帝耶和華來説，這件事絶非太難！耶和華應許祂手下餘剩的民必撒平安的種子，説：“你們不要懼怕，手要强壯。”（撒迦利亚书8:3-13）他們必須行這幾件事：彼此説實話、按真理判斷、心裏不可懷藏惡謀、不可起假誓。事實上，時候將到，必有多國多城的民應邀前來尋求耶和華，必有出自不同語系的“十個人”前來“拉住一個猶大人的衣襟”，要與上帝的子民同去。（撒迦利亚书8:23）

### 審判列國及假牧人的信息
（覆盖撒迦利亚书9:1-11:17）在這本書的第二部分，即第9至14章，撒迦利亞從比喻性的異象轉到一般較常見的預言形式。他一開始便向多個城市，包括多石的島城泰爾，發出嚴厲的譴責信息。先知吩咐耶路撒冷要發出勝利的呼聲，因為“看哪，你的王來到這裏！他是公義的，並施行拯救，謙謙和和地騎着驢。”（撒迦利亚书9:9）他必除滅戰車弓箭，向列國講和平，並施行統治直到地極。耶和華必為子民爭戰，攻擊希臘，拯救自己的百姓。“祂的恩慈何等大！祂的榮美何其盛！”（撒迦利亚书9:17）偉大的賜予者耶和華譴責占卜者和假牧人。祂要堅固猶大家，使以法蓮人如同勇士一般。至於得蒙救贖的人，“他們的心必因耶和華喜樂。⋯⋯一舉一動必奉祂的名”。（撒迦利亚书10:7-12）
接着上帝委派撒迦利亞牧養那些被假牧人賣給人宰殺的群羊。冷酷無情的假牧人説：“耶和華是應當稱頌的，因我成為富足。”（撒迦利亚书11:5）預言者取了兩根杖，一根稱為“榮美”，另一根稱為“聯索”。（撒迦利亚书11:7）預言者把稱為“榮美”的杖折斷，預表廢棄所立的約。預言者隨後向衆人索取工價，他們給他30塊銀錢。耶和華吩咐撒迦利亞把價銀丟給窯户，並語帶譏諷地説：「這是衆人所估定的美好價值。」（撒迦利亚书11:13）接着預言者又折斷稱為“聯索”的杖，表明猶大與以色列的弟兄情誼給廢棄了。刀劍必臨到在照顧耶和華的群羊方面玩忽職守的假牧人。

### 耶和華爭戰，必作大君王
（覆盖撒迦利亚书12:1-14:21）另一個審判信息展開了。耶和華必使耶路撒冷成為令人昏醉的杯及一塊沉重的大石，凡舉起的必受重傷。祂定意要滅絶前來攻擊耶路撒冷的列國。“我（耶和华）必把那恩慈与恳求的灵倾注在大卫家和耶路撒冷居民的身上。他们必仰望我，就是他们所刺的；他们要为我哀哭，好像丧独生子；他们必为我悲痛，好像丧长子。”（撒迦利亚书12:10，圣经新译本）萬軍之耶和華宣布祂必除滅一切偶像和假預言者；這等人的父母必將他們刺透，使之羞愧而脱去預言者的外衣。耶和華所立的牧人遭受擊打，羊就分散，但祂必煉淨“三分之一”，使他們求告祂的名。耶和華説：“這是我的子民，”他們必回答説：“耶和華是我們的上帝”。（撒迦利亚书13:9）
“看哪，上帝的日子快到了。”列國必來攻擊耶路撒冷，城裏半數的人民必被擄為奴，只留下些剩餘的民。接着，耶和華“必出去與那些國爭戰，好像從前爭戰一樣”。（撒迦利亚书14:1-3）耶路撒冷東面的橄欖山必自東至西分裂，成為極大的峽谷。到那日，冬夏都必有活水從耶路撒冷出來，一半往東流，一半往西流。“耶和華必作全地的王。”（撒迦利亚书14:9）耶路撒冷大享平安，但耶和華必降災刑罰那與耶路撒冷爭戰的列國。當他們站着之際，肉必消沒，眼必乾癟，舌必潰爛。上帝必使他們陣容大亂。他們必自相殘殺。列國中剩下的人“必年年上來敬拜大君王──萬軍之耶和華”。（撒迦利亚书14:16）

## 主要教义
研究、沉思撒迦利亞的預言可以獲得强化信心的知識，從而得益不淺。撒迦利亞再三指出“萬軍之耶和華”會為祂的百姓爭戰及保護他們，並且按照他們的需要賜給他們足够的力量──提及這個頭銜逾50次之多。有如大山般的反對一度使重建聖殿的工作看來無法完成，撒迦利亞宣告説：“這是耶和華指示所羅巴伯的。萬軍之耶和華説：不是倚靠勢力，不是倚靠才能，乃是倚靠我的靈方能成事。大山哪，你算什麼呢？在所羅巴伯面前，你必成為平地。”在耶和華的靈幫助下，他們完成了建造聖殿的工程。今日也一樣，若懷着對耶和華的信心去克服障礙，它們就會消失。正如耶穌對門徒説：“你們若有信心，像一粒芥菜種，就是對這座山説：「你從這邊挪到那邊，它也必挪去，並且你們沒有一件不能做的事了。」
撒迦利亞在撒迦利亞書第13章第2至6節表明，忠貞乃是自古至今上帝組織的標誌。對上帝的忠貞必須超越一切人際關係，例如親屬的血緣關係。一個近親若妄奉耶和華的名説假預言，提倡違反王國信息的謬誤道理，試圖影響上帝百姓的會衆的其他分子，他家庭中的其餘分子就必須忠貞地支持會衆所採取的任何司法行動。
耶穌曾以君王的身分“謙謙和和地騎着驢”進入耶路撒冷，他被人以“三十塊”銀子的代價出賣，當時門徒四散奔逃，他在柱上被兵士用長矛戳刺，這些細節都由撒迦利亞準確地加以預言。預言同時説“苗裔”會為耶和華建造聖殿。將以賽亞書11:1-10、耶利米書23:5和路加福音1:32-33比較一下便可看出這位“苗裔”便是耶穌基督，即“要作雅各家的王，直到永遠”的那位。撒迦利亞叙述“苗裔”是“在位上作祭司”的，因而與使徒保羅所説的話一致：“耶穌⋯⋯照着麥基洗德的等次成了永遠的大祭司，他已經坐在天上至大者寶座的右邊”。這樣，預言表明“苗裔”便是大祭司和天上上帝右邊的王，但同時也指出耶和華是我們的至高統治者。“耶和華必作全地的王。那日耶和華必為獨一無二的，祂的名也是獨一無二的。”（撒迦利亚书14:9）
論到那時候，預言者重複“那日”這個片語約20次之多，甚至以此結束他的預言。若查考一下這個片語出現的許多地方，就可以看出“那日”是指耶和華消滅偶像的名字和鏟除假預言者的日子。（撒迦利亚书13:2-4）“那日”也是耶和華興起與攻擊祂的列國爭戰之日，屆時祂要使敵人陣營大亂以消滅他們，並且以祂的「山谷」作祂百姓的避難所。“耶和華──他們的上帝必看祂的民如群羊，”他們各人要請鄰舍坐在葡萄樹下和無花果樹下。這是個光榮的日子，萬軍之耶和華會住在百姓中間，當其時「活水」要從耶路撒冷出來。撒迦利亞的這些話幫助人看出，在“那日”發生的各事乃是王國所應許的“新天新地”來臨的先兆。
耶和華問道：“誰藐視這日的事為小呢？”看哪！這項繁榮會把整個地球包括在內：“必有列邦的人和强國的民來到耶路撒冷尋求萬軍之耶和華。⋯⋯在那些日子，必有十個人從列國諸族中出來，拉住一個猶大人的衣襟，説：‘我們要與你們同去，因為我們聽見上帝與你們同在了。’”在“那日”，甚至馬的鈴鐺上也刻有“歸耶和華為聖”這句話。考慮這些令人振奮的預言是至為有益的事，因為預言表明耶和華會通過王國的種子使他的名成聖！

### 閱讀聖經
- 撒迦利亞書 （页面存档备份，存于） （繁體中文）
- 撒迦利亞書 （页面存档备份，存于） （简体中文）